# Ingham (Australia)
Ingham è una città situata nello Stato del Queensland, in Australia. Ingham dista 110 km a nord dalla città di Townsville e si trova 60 km a nord del comune di Thuringowa e con 'The Great Green Way' regione del Queensland Nord. È il centro amministrativo della Contea di Hinchinbrook.

## Distretto di Ingham
Ingham è bagnata dal fiume Herbert e il suo distretto ha una popolazione di 13 000 abitanti. 40 kilometri ad ovest della città si trova il Parco Nazionale Girringun che include le cascate Wallaman, la più alta cascata dell'Australia.

## Economia
Ingham è conosciuta per l'agricoltura, vi si coltiva la canna da zucchero ed ha il più grande laminatoio di zucchero nell'emisfero del sud, Victoria Sugar Mill, vicino alla città.
Le attività principali esercitate ad Ingham sono:
- Coltivazioni:
  - Canna da zucchero
  - Angurie
- Bestiame
- Legname
- Pesca
- Turismo

## Festa di Australiani e Italiani
La Festa di Australiani e Italiani è una festa che ogni anno si celebra ad Ingham, particolarmente degli italiani. Durante la seconda guerra mondiale, gli italiani che si trovavano in questa città furono fatti prigionieri e furono liberati solo a guerra ultimata.
La festa richiama italiani anche da altre parti dell'Australia.

## Amministrazione

### Gemellaggi
Ingham è gemellata con le seguenti città:
- Conzano, Italia